# Ferdinand Le Grelle
Le comte Ferdinand Henri Joseph Stanislas Le Grelle, (aussi orthographié  Legrelle), né à Anvers le 2 novembre 1823 et mort le 10 février 1895 était un banquier belge et un politicien du Parti catholique.

## Biographie
Ferdinand Le Grelle était l'un des treize enfants du député, membre du Congrès national et bourgmestre d'Anvers Gérard Le Grelle (1793-1871) et Anne Van Lancker (1792-1872). Il épouse Marie Le Gros d'Incourt (1824-1876), puis Claire van Pottelsberghe de la Potterie (1844-1905). Du second mariage, il a eu une fille. Il était banquier à la Banque Joseph J. Le Grelle.
En 1885, il devient sénateur catholique de l'arrondissement d'Anvers, succédant à John Cogels. Il a rempli ce mandat jusqu'à sa mort.
Il fut aussi président du comité décanal du denier de Saint-Pierre.

## Décoration
- Chevalier dans l’ordre de Léopold et commandeur de l’ordre de Saint-Sylvestre.

## Sources
- (nl) Paul Van Molle, Het Belgisch Parlement, 1894-1972, Antwerpen, 1972.
- Oscar Coomans De Brachène, État présent de la noblesse belge, Bruxelles, jaarboek 1989, 1989.
- Jean-Luc De Pape et Christiane Raindorf-Gerard, Le Parlement Belge, 1831-1894, Bruxelles, 1996